# Бежина
Бежина (пол. Berzyna, нім. Vorwerk Berzyn) — село в Польщі, у гміні Вольштин Вольштинського повіту Великопольського воєводства.
Населення — 1017 осіб (2011).
У 1975-1998 роках село належало до Зеленоґурського воєводства.

## Демографія
Демографічна структура станом на 31 березня 2011 року:
|          | Загалом | Допрацездатний вік | Працездатний вік | Постпрацездатний вік |
| -------- | ------- | ------------------ | ---------------- | -------------------- |
| Чоловіки | 500     | 153                | 337              | 10                   |
| Жінки    | 517     | 146                | 338              | 33                   |
| Разом    | 1017    | 299                | 675              | 43                   |